# Bangsia
Genre
Le genre Bangsia comprend 5 espèces de tangaras, passereaux de la famille des Thraupidae.

## Liste des espèces
D'après la classification de référence du Congrès ornithologique international (ordre phylogénique) :
- Bangsia arcaei (P. L. Sclater et Salvin, 1869) — Tangara jaune et bleu
- Bangsia melanochlamys (Hellmayr, 1910) — Tangara à cape noire
- Bangsia rothschildi (Berlepsch, 1897) — Tangara de Rothschild
- Bangsia edwardsi (Elliot, 1865) — Tangara d'Edwards
- Bangsia aureocincta (Hellmayr, 1910) — Tangara à boucles d'or